# Niedźwiada (województwo łódzkie)
Niedźwiada – wieś w Polsce położona w województwie łódzkim, w powiecie łowickim, w gminie Łowicz.
Wieś duchowna położona była w drugiej połowie XVI wieku w powiecie gąbińskim ziemi gostynińskiej województwa rawskiego.
W latach 1954–1972 wieś należała i była siedzibą władz gromady Niedźwiada. W latach 1975–1998 miejscowość położona była w województwie skierniewickim.
Na terenie wsi znajduje się jedyny pomnik przyrody gminy Łowicz – wiąz szypułkowy o obwodzie 335 cm.
Od 1833 lub 1840 roku na terenie wsi funkcjonuje szkoła.
W pobliżu wsi znajduje się elektrownia wiatrowa.